# Andriy Nesmachniy
Andriy Mykolayovych Nesmachniy (Несмачний Андрій Миколайович en ucraniano) (Briansk, Unión Soviética, 28 de febrero de 1979) es un exfutbolista ucraniano que jugaba de defensa lateral izquierdo. Se hizo testigo de Jehová en 2009, aunque por razones contractuales jugó profesionalmente hasta 2011.

## Trayectoria
Se inició en la tercera filial del Dinamo de Kiev en 1997. Luego pasó a la segunda filial entre 1997 y 1999, para después jugar en el primer equipo a partir de 1999.
Con el club ucraniano logró ganar 7 veces la Liga Premier, 5 veces la Copa de Ucrania y en 5 ocasiones la Supercopa de Ucrania.
Con el primer equipo del Dinamo de Kiev jugó en total 227 partidos de liga hasta su último encuentro, el 15 de mayo de 2011 contra el Volyn Lutsk, en el que ingresó durante el segundo tiempo en reemplazo de Andriy Yarmolenko.

## Selección nacional
Con la selección de Ucrania disputó un total de 67 encuentros. Su debut internacional fue en un amistoso contra Bulgaria el 26 de abril de 2000, reemplazando en el segundo tiempo a su compañero del Dinamo Yuriy Dmytrulin. Jugó en todos los partidos de su selección en el Mundial de Alemania 2006, llegando a cuartos de final. También defendió a su país en los procesos clasificatorios para las citas del 2002 y el ya mencionado 2006. El último partido por su país fue un amistoso frente a Eslovaquia, el 10 de febrero de 2009.

### Participaciones en Copas del Mundo
| Mundial      | Sede     | Resultado        |
| ------------ | -------- | ---------------- |
| Mundial 2006 | Alemania | Cuartos de final |

## Clubes
| Club           | País    | Año         | Partidos | Goles |
| -------------- | ------- | ----------- | -------- | ----- |
| Dynamo-3 Kiev  | Ucrania | 1997        | 31       | 3     |
| Dynamo-2 Kiev  | Ucrania | 1997 - 1999 | 48       | 3     |
| Dinamo de Kiev | Ucrania | 1999 - 2011 | 227      | 11    |

## Palmarés

### Campeonatos nacionales
| Título               | Club           | País    | Año     |
| -------------------- | -------------- | ------- | ------- |
| Liga Premier         | Dinamo de Kiev | Ucrania | 1999/00 |
| Copa de Ucrania      | Dinamo de Kiev | Ucrania | 1999/00 |
| Liga Premier         | Dinamo de Kiev | Ucrania | 2000/01 |
| Liga Premier         | Dinamo de Kiev | Ucrania | 2002/03 |
| Copa de Ucrania      | Dinamo de Kiev | Ucrania | 2002/03 |
| Liga Premier         | Dinamo de Kiev | Ucrania | 2003/04 |
| Supercopa de Ucrania | Dinamo de Kiev | Ucrania | 2004    |
| Copa de Ucrania      | Dinamo de Kiev | Ucrania | 2004/05 |
| Copa de Ucrania      | Dinamo de Kiev | Ucrania | 2005/06 |
| Supercopa de Ucrania | Dinamo de Kiev | Ucrania | 2006    |
| Liga Premier         | Dinamo de Kiev | Ucrania | 2006/07 |
| Copa de Ucrania      | Dinamo de Kiev | Ucrania | 2006/07 |
| Supercopa de Ucrania | Dinamo de Kiev | Ucrania | 2007    |
| Liga Premier         | Dinamo de Kiev | Ucrania | 2008/09 |
| Supercopa de Ucrania | Dinamo de Kiev | Ucrania | 2009    |